# Bistum Cassano all’Jonio
Das Bistum Cassano all’Jonio (lat.: Dioecesis Cassanensis, ital.: Diocesi di Cassano all’Jonio) ist eine in Italien gelegene römisch-katholische Diözese mit Sitz in Cassano all’Ionio.

## Geschichte
Das Bistum Cassano all’Jonio wurde im 5. Jahrhundert errichtet. Im 11. Jahrhundert wurde das Bistum Cassano all’Jonio dem Erzbistum Reggio Calabria als Suffraganbistum unterstellt. Am 30. Januar 2001 wurde das Bistum Cassano all’Jonio dem Erzbistum Cosenza-Bisignano als Suffraganbistum unterstellt.